# Forensisch psychiatrische kliniek
Een forensisch psychiatrische kliniek (FPK) is in Nederland een kliniek waar mensen worden opgenomen op basis van verschillende strafrechtelijke titels.
Vaak worden de patiënten vanwege psychiatrische problematiek beschouwd als 'detentieongeschikt' of acht men het gewenst dat zij (na een eventuele detentie) een psychiatrische behandeling ondergaan voor zij weer in vrijheid worden gesteld. Sommige patiënten worden opgenomen met een tbs met voorwaarden. Patiënten met een tbs met dwangverpleging kunnen alleen opgenomen worden als zij binnen een forensisch psychiatrisch centrum voldoende verlofmogelijkheden hebben opgebouwd. 
Doorgaans is een FPK onderdeel van een reguliere ggz-instelling. Een FPK dient wel te voldoen aan de eis van het ministerie van Justitie en Veiligheid (Dienst Justitiële Inrichtingen) om veiligheidsniveau 3 te waarborgen. FPK's worden in de volksmond regelmatig tbs-kliniek genoemd, maar zijn dat formeel niet.

## FPK's in Nederland
- FPK Assen, GGZ Drenthe, Assen
- FPK De Beuken, beter bekend als Hoeve Boschoord, Boschoord
- FPK De Boog, GGNet, Warnsveld
- FPK De Woenselse Poort, Eindhoven
- FPK Inforsa, Amsterdam
- FPK Transfore, Balkbrug
- FPK Fivoor, Kijvelanden, Poortugaal